# Micronia dilatistriga
Micronia dilatistriga är en fjärilsart som beskrevs av Warren. Micronia dilatistriga ingår i släktet Micronia och familjen Uraniidae. Inga underarter finns listade i Catalogue of Life.